# 鬚鰻鰕虎
鬚鰻鰕虎（学名：Taenioides cirratus），亦作鬚鰻蝦虎魚，为輻鰭魚綱的鰕虎鱼科鳗鰕虎鱼属鱼类；蝦虎魚科舊屬鱸形目，近年獨立出來成為蝦虎魚目。

## 分佈
本魚分布于印度洋北部沿岸、东至澳大利亚、北至日本以及中国南海、台湾海峡、东海等海域，属于暖水性底层鱼类。其一般栖息于近岸及河口滩涂上。该物种的模式产地在印度西孟加拉邦的加尔各答。

## 特徵
本魚體延長，眼睛退化隱於皮下，口裂幾乎垂直，腹鰭癒合呈長斗漏狀，為淺白色，下頜具鬚。魚體裸露無鱗片，呈略帶藍灰的鉛紅色，尾鰭黑色、尖形，背鰭硬棘6枚；背鰭軟條42至46枚；臀鰭硬棘1枚；臀鰭軟條42至47枚，體長可達30公分。

## 生態
本魚生活於熱帶地區，喜棲息於紅樹林、河口、內灣的泥灘地，常隱於洞穴中，屬雜食性，以有機碎屑及小型底棲無脊椎動物為食。

## 經濟利用
無任何利用價值。